# Collectio Dionysiana

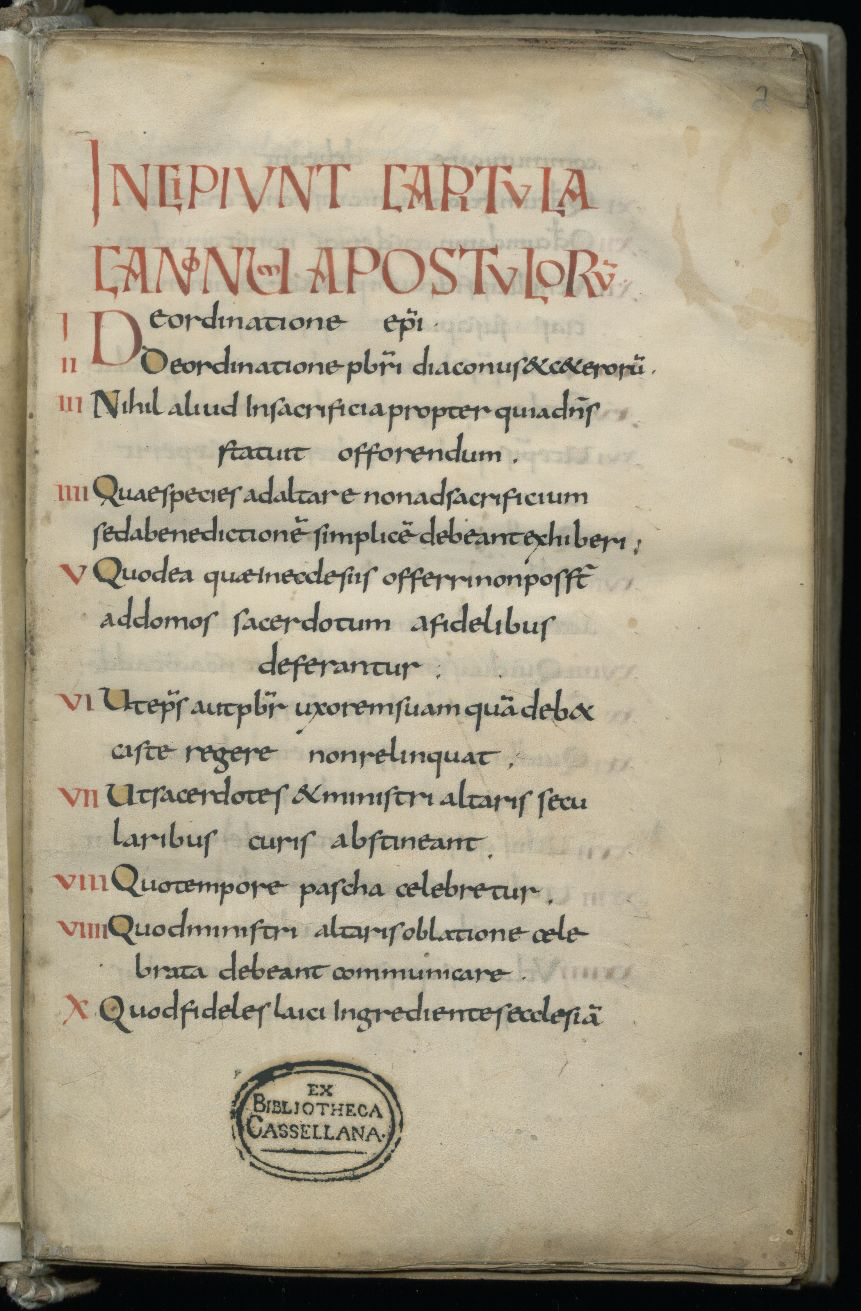
Pagina di un'edizione del IX secolo della Collectio Dionysiana

La Collectio Dionysiana è una delle prime e più autorevoli raccolte di diritto canonico dell'epoca pre-grazianea.
Fu realizzata a Roma dal monaco bizantino Dionigi il Piccolo o Dionisio sotto il pontificato di papa Gelasio I (492-496) e poi riveduta e ampliata sotto il pontificato di papa Simmaco (498-514).
Una nuova edizione della raccolta realizzata nel 774 prese nome di Collectio Dionysio-Hadriana, dal nome di papa Adriano I (772-795).

## Vicende storiche

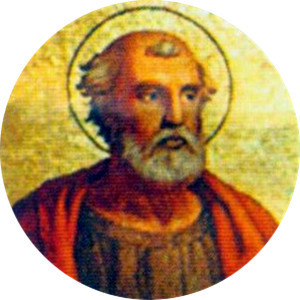
Papa Gelasio I

Papa Gelasio I intese affermare per primo e con consapevolezza il principio dell'autogoverno della Chiesa nei confronti degli imperatori di Bisanzio (in quel caso regnava Zenone), tradizionalmente tendenti al cesaropapismo.
La dottrina gelasiana è nota come "dualismo gelasiano", e contrappone un potere supremo papale (auctoritas sacrata pontificum) al potere supremo del monarca in temporalibus (regalis potestas).
È in quest'ottica che papa Gelasio chiamò a Roma da Costantinopoli il monaco Dionigi, o Dionisio, perché realizzasse una raccolta ufficiale dei canoni dei concili ecumenici e locali svoltisi fino ad allora.
Infatti già circolavano alcune raccolte ufficiose di diritto canonico, come la Collectio Quesnelliana (di ambito italo-gallico) e la Collectio Isidoriana o Hispana (di ambito iberico). Tuttavia la Collectio Dionysiana le superò in chiarezza sistematica ed autorevolezza, essendo patrocinata dagli stessi pontefici, che si erano affermati come massime autorità religiose della cristianità occidentale.
Sotto il pontificato di papa Simmaco fu chiesto al monaco Dionigi di proseguire la redazione della raccolta, aggiungendo per la prima volta i testi normativi di un papa agli atti conciliari (38 decretali di papi tra il 384 ed il 498).
Nel 774 il testo aggiornato della Collectio venne simbolicamente inviato da papa Adriano I a Carlo Magno, re dei Franchi, che si andava ponendo come difensore della Chiesa in Occidente, fino ad ottenere l'incoronazione a Sacro Romano Imperatore nella basilica di San Pietro in Vaticano a Roma il 25 dicembre 800.
La dieta di Aquisgrana dell'802 dichiarò la Collectio Dionysio-Hadriana codice generale ufficiale della Chiesa dei Franchi, attribuendogli sostanzialmente valore universale.
Nel XII secolo la Collectio del monaco Dionigi - unitamente ad altre collezioni pre-grazianee - verrà superata dall'opera di Graziano, la Concordia discordantium canonum, meglio nota come Decretum Gratiani, testo fondamentale del diritto canonico successivo.

## Sistematica
La Collectio è divisa in due parti, un Liber Canonum che contiene i canoni conciliari ed un Liber Decretorum che contiene le decretali pontificie. L'insieme prese nome di Codex o Corpus Canonum, denominazione che si è tramandato fino alle codificazioni canoniche più recenti.